# Смит, Кирк
Кирк Смит (Kirk R. Smith; 19 января 1947, Беркли, Калифорния — 15 июня 2020, там же) — американский учёный-эколог, эксперт в области общественного здравоохранения, специалист по тематике загрязнения воздуха, также исследовал связи между энергетикой, изменением климата и общественным здоровьем. Доктор философии (1977), профессор Калифорнийского университета в Беркли, где трудился с 1995 года, член НАН США (1997). Лауреат Heinz Award (2009) и премии Тайлера (2012). Сотрудничал с Всемирной организацией здравоохранения. Выделяют его работу в Индии.
Его мать сотрудничала с психологом Тимоти Лири (до экспериментов того с ЛСД); родители развелись, когда ему было четыре года, и он взял фамилию отчима (при рождении — Kirk Robert Nisbet).
Получил степени бакалавра (физических наук — физики и астрономии, 1968), магистра (Master of Public Health, 1972) и докторскую (1977) в Калифорнийском университете в Беркли. Начав свою карьеру в области рисков аварий на атомных электростанциях, с 1970-х годов он переключается на проблематику загрязнения воздуха.
Почти два десятилетия проработал исследователем в East–West Center в Гонолулу (впервые поступил туда в 1978 году; в 1995 году оставил Гавайи, хотя продолжил оставаться научным сотрудником EWC еще почти два десятилетия). Жил в Непале и Индии.
В 1995 году возвратился в альма-матер. Имел множество учеников. В последние годы работал также в Индии. Являлся приглашенным профессором в ведущих университетах Китая, Индии и Монголии.
Участник 3—5-го докладов МГЭИК, в составе которой удостоился Нобелевской премии мира 2007 года. Также удостоен ISES Jerome J. Wesolowski Award (1999) и Chancellor’s Award for Research in the Public Interest Калифорнийского университета в Беркли (2008). В 2018 году назван в числе 75 самых влиятельных выпускников UC Berkeley School of Public Health.
Увлекался пчеловодством, являлся поклонником постапокалиптической литературы.
Умер у себя дома из-за остановки сердца после инсульта. Остались супруга, дочь и двое внуков.
Автор более 400 работ.